# Edmund Kuntze
Edmund Kuntze (geboren vor 1903; gestorben um den 15. November 1915) war ein deutscher Zeichner und Schriftsteller. Insbesondere während des Ersten Weltkrieges publizierte er zahlreiche Zeichnungen in der Zeitschrift Ulk. Illustriertes Wochenblatt für Humor und Satire.

## Werke (Auswahl)

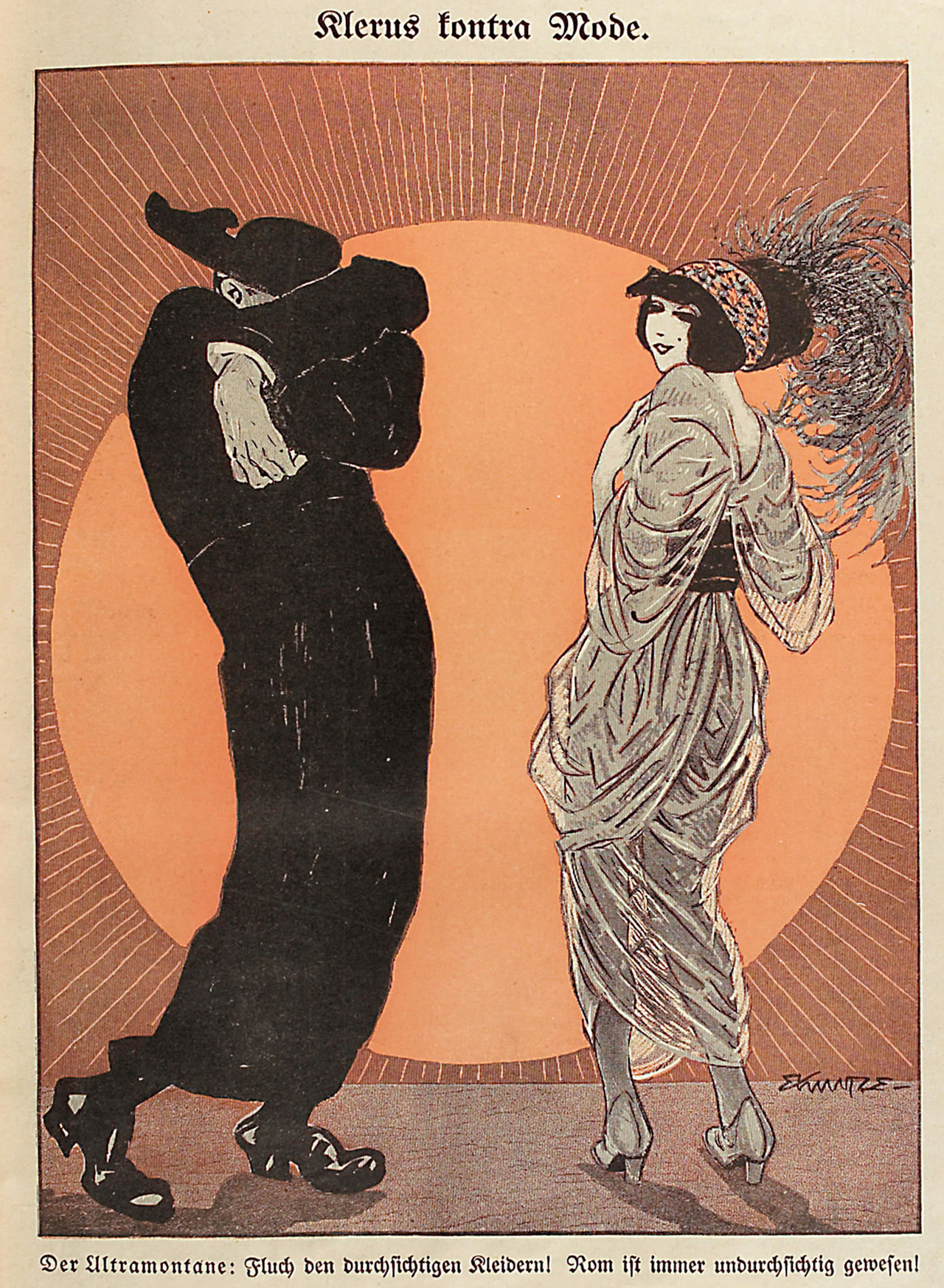
Karikatur „Klerus kontra Mode“ in der Zeitschrift Ulk, untertitelt
„Der Ultramontane: Fluch den durchsichtigen Kleidern! Rom ist immer undurchsichtig gewesen!“
1914, Künstlersignatur E. Kuntze

- Karl Dorn. Eine Erzählung aus Thüringen, Dresden u. a.: Pierson, 1903
- E. Kuntze: Die Einkreisung: wird einfach umgeblasen!, Kriegspostkarte des ULK mit dem Motiv „Deutscher Soldat bläst die Fanfare“, 14 × 9 cm, unicolor, 25. Jahrgang, Nummer 105, Berlin: [Mosse], 1914
- Gloria victoria. Kriegslieder von Edmund Kuntze, teilweise aus der Zeitschrift Ulk, Berlin: Berliner Verlag, 1915
- Edmund Kuntze (Text), Erna Becker-Ernst (Komp.): Auf der Wacht! Gesang u. Klavier, deutsch-österreichisch-ungarisches Trutzlied von Edmund Kuntze, vertont von Erna Becker-Ernst. Kaiser Franz Josef I. gewidmet, 2 Blatt handschriftlich mit Tinte, in der Weltkriegssammlung 1914–1918 in der Österreichischen Nationalbibliothek (ÖNB), Signatur Mus.Hs.37526 MUS MAG[4]
- Oskar Graf (Komp.), Edmund Kuntze (Text): Auf der Wacht. Deutsch-österreichisch-ungarisches Trutzlied. 3 Seiten Partitur, Schneeberg im Erzgebirge: Verlag des Komponisten, 1916

Postum erschienen Drucke nach Kuntzes Entwürfen auch
- in Der Brummer, Berlin-Schöneberg, Jahrgänge 1919, 1920, 1922, 1923 und 1925[3]
- im Cöpenicker Tageblatt. Amtliches Organ für Groß-Cöpenick. Verkündigungsblatt für Cöpenick, Friedrichshagen, Grünau, Bohnsdorf, Rahnsdorf, Wilhelmshagen, Jahrgänge 1925 bis 1927[3]